# Миколаївка (Піщанобрідська сільська громада)
Микола́ївка — село в Україні, у Піщанобрідській сільській громаді Новоукраїнського району Кіровоградської області.
Населення становить 310 осіб. Колишній центр Миколаївської сільської ради.
05.02.1965 Указом Президії Верховної Ради Української РСР передано Миколаївську сільраду Новоукраїнського району до складу Добровеличківського району.
Біля Миколаївки бере початок річка Велика Корабельна.

## Населення
Згідно з переписом УРСР 1989 року чисельність наявного населення села становила 331 особа, з яких 152 чоловіки та 179 жінок.
За переписом населення України 2001 року в селі мешкало 310 осіб.

### Мова
Розподіл населення за рідною мовою за даними перепису 2001 року:
| Мова       | Відсоток |
| ---------- | -------- |
| українська | 97,74 %  |
| молдовська | 1,29 %   |
| російська  | 0,97 %   |